# Luis Robson
Luis Robson (Volta Redonda, 21 september 1974) is een voormalig Braziliaans voetballer.